# Žemliare
Žemliare – wieś (obec) na Słowacji położona w kraju nitrzańskim, w powiecie Levice. Pierwsze wzmianki o miejscowości pochodzą z roku 1075. 
Według danych z dnia 31 grudnia 2012, wieś zamieszkiwało 164 osoby, w tym 88 kobiet i 76 mężczyzn.
W 2001 roku pod względem narodowości i przynależności etnicznej 24,54% mieszkańców stanowili Słowacy, a 71,78% Węgrzy.
Ze względu na wyznawaną religię struktura mieszkańców kształtowała się w 2001 roku następująco:
- Katolicy rzymscy – 88,96%
- Ewangelicy – 3,68%
- Nie podano – 3,68%